# Јоханес Брамс
Јоханес Брамс (Хамбург, 7. мај 1833 — Беч, 3. април 1897) је био њемачки композитор и пијаниста. Један је од представника касног романтизма. Рођен у Хамбургу у лутеранској породици, Брамс је провео велики део свог професионалног живота у Бечу, Аустрија. Током живота његова популарност и утицај били су значајни. Он је понекад уврштаван заједно са Јоханом Себастијаном Бахом и Лудвигом ван Бетовеном, као један из "Триа Б", коментарисао је првобитно у 19. веку диригент Ханс фон Билов.
Брамс је компоновао за клавир, камерне ансамбле, симфонијски оркестар, за глас и хор. Као пијаниста, премијерно је извео многе своје радове. Радио је са некима од водећих извођача свог времена, укључујући и пијанисткињу Клару Шумани виолинисту Јосефа Јоахима (који су били његови блиски пријатељи). Многа његова музичка дела постала су везивно ткиво модерног концертног репертоара. Брамс, који је био бескомпромисни перфекциониста, уништио је неке од својих радова, а друге оставио необјављеним..
Брамс се често сматра музичким традиционалистом и иноватором. Његова музика је чврсто укорењена у структурама и композицијским техникама барока и класичних мајстора. Био је мајстор полифоније, сложене уметности која захтева велику дисциплину по којој је Јохан Себастијан Бах био познат, као и развоја, композицијског етоса пионира попут Јозефа Хајдна, Волфганга Амадеуса Моцарта, Лудвига ван Бетовена, и других композитора. Брамс је тежио „чистоћи“ ових поштованих немачких музичких структура и развијао их је у романтичном стилу, у процесу стварања храброг новог приступа хармонији и мелодији. Иако су многи савременици сматрали његову музику превише академском, његов допринос и вештина били су предмет дивљења таквих композитора као што су Арнолд Шенберг и Едвард Елгар.
Марљива, високо изграђена природа радова Јоханеса Брамса била је полазиште и надахнуће за будуће генерације композитора. У оквиру његових педантних музичких структура уграђена је високо романтичарска природа.

## Биографија
Рођен је у Хамбургу, гдје му је отац био контрабасиста. Родитељи су намјеравали да створе од младог Јоханеса правог оркестарског музичара, те он почиње код свог оца да учи виолину, виолончело и хорну. Каријеру је ипак започео као пијанистички виртуоз, што је због скупоће инструмента, веома разочарало Брамсове родитеље. Роберт Шуман му је, упознавши га 1853. године, посљедње године прије него што је душевна болест коначно узела маха, помогао да се афирмише као композитор, представивши га музичкој јавности и заузимајући се за објављивање његових дјела. Полази од класичног и барокног насљеђа, али је његов музички израз у основи романтичарски. Своје зрело животно и стваралачко раздобље, провео је у Бечу, гдје су настала сва његова ремек-дјела, а његовим залагањем је стваралаштво Јохана Штрауса II, седамдесетих година деветнаестог века, стекло пуно признање аустријске и свјетске јавности. У Брамсовом опусу налазе се све главне инструменталне и вокалне врсте, изузевши опере. Често се инспирисао народном музиком, а нарочито се истакнуо на подручју камерне музике и соло пјесама. Четири симфоније, два клавирска концерта, Рапсодија за алт, виолински концерт у D-dur - у, дворски концерт за виолину и виолончело у A-mol - у, Немачки реквијем, и бројне соло пјесме само су дио најважнијег Брамсовог опуса, уз камерна дјела те црквена дјела којима је заокружио богато стваралаштво. Као пијаниста имао је бројне турнеје са виолинистом Ремини - Хофманом

## Музика

### Стил и утицаји
Брамс је задржао класичан осећај облика и реда у његовим радовима, за разлику од богатства музике многих његових савременика. Стога су многи обожаватељи (мада не и сам Брамс) сматрали да је он врхунски поборник традиционалних форми и „чисте музике“, за разлику од „новог њемачког“ прихватања програмске музике.
Брамс је поштовао Бетовена; у композиторовој кући, мраморно попрсје Бетовена надвишавало место где је компоновао, и неки одломци у његовим делима подсећају на Бетовенов стил. Брамсова Прва симфонија је под снажним утицајем Бетовенове Пете симфоније. Та два дела су оба у це-молу и завршавају се борбом за це-дурски тријумф. Главна тема финала Прве симфоније такође подсећа на главну тему финала Бетовенове Девете, и када је на ту сличност указано Брамсу, одговорио је да свако то може видети. Године 1876, када је рад премијерно приказан у Бечу, одмах је поздрављен као „Бетовенова десета“. Међутим, сличност Брамсове музике са оном покојног Бетовена први пут је запажена већ у новембру 1853. године у писму које је Алберт Дитрих послао Ернсту Науману.
Брамс је био мајстор контрапункта. „За Брамса... најкомпликованији облици контрапункта били су природно средство изражавања његових емоција“, писао је Гајрингер. „Као што су Палестрина или Бах успели да давању свог спиритуалног значаја својој техници, Брамс би могао да претвори канон у motu contrario или канон per augmentationem у чист комад лирске поезије.“ Писци су коментарисали Брамсову употребу контрапункта. На пример, о Опусу 9, Варијације на тему Роберта Шумана, Гајрингер пише да Брамс „приказује све ресурсе контрапунктне уметности“. У А-дурском клавирском квартету Опус 26, Свафорд напомиње да је треће кретање „демонско-канонско“, попут Хајдновог познатог менуета за гудачки квартет. Свафорд даље тврди да су „тематски развој, контрапункт и облик били доминантни технички појмови у којима Брамс ... размишља о музици“.
Повезано с његовом вештином у контрапункту било је Брамсово суптилно руковање ритмом и мером. New Grove Dictionary of Music спекулише да је Брамсов тинејџерски контакт с мађарском и ромском народном музиком довео до „његове животне фасцинације с ирегуларним ритмовима, триплетним фигурама и употребом рубата“ у његовим композицијама. Мађарске игре су међу Брамсовим најцењенијим комадима. Према Мајклу Масгрејву ( (1985). pp. 269) „само један композитор му је раван у погледу напредне природе његовог ритмичког размишљања, а то је Стравински“.
Брамсова савршене вештине у контрапункту и ритму су богато присутне у Немачком реквијему, делу које је делимично инспирисано смрћу његове мајке 1865. године (у којем је компоновао погребни марш који је постао основа Другог дела, Denn alles Fleisch). То дело садржи и материјал из симфоније коју је започео 1854. године, али ју је напустио након Шумановог покушаја самоубиства. Једном је написао да је реквијем „припадао Шуману“. Први став ове напуштене симфоније прерадио је као први став првог клавирског концерта.
Брамс је волео класичне композиторе Моцарта и Хајдна. Он је сакупљао прва издања и аутограме њихових радова и уређивао извођачка издања. Студирао је музику предкласичних композитора, укључујући Ђиованија Габриелија, Јохана Адолфа Хасеа, Хајнриха Шулца, Доменика Скарлатија, Георга Фридриха Хендла, а посебно, Јохана Себастијана Баха. Међу његовим пријатељима су били водећи музиколози, а са Фридрихом Хрисандером је уредио издање радова Франсое Купрена. Брамс је такође уређивао радове Карла Филипа Емануела Баха и Вилхелма Фридмана Баха. Он је у старијој музици тражио инспирацију за уметност контрапункта; теме једног дела његових радова су моделоване по барокним изворима као што је Бахов The Art of Fugue у фугалном финалу Сонате за клавир и виолончело у е-молу или Кантата Бр. 150 истог композитора у пасакаљској теми финала Четврте симфоније. Питер Филипс је уочио сродност између Брамсових ритмички набијених контрапункталних текстура и оних од ренесансних мајстора, као што су Ђиовани Габриели и Вилијам Берд. Позивајући се на Бердов Though Amaryllis dance, Филипс напомиње да су „крос-ритмови у том делу је тако узбудили Едмунда Феловеса да их је повезао са Брамсовим композиционим стилом.“
Рани романтичарски композитори имали су велики утицај на Брамса, нарочито Шуман, који је охрабривао Брамса као младог композитора. Током боравка у Бечу од 1862. до 63. године, Брамс је био посебно заинтересован за музику Франца Шуберта. Његов утицај се може се идентификовати у радовима Брамса тог периода, као што су два квартета за клавир Оп. 25 и Оп. 26, и Клавирски квинтет који алудирају на Шубертов Гудачки квинтет и Гранд дуо за клавир са четири руке. Утицај Шопена и Менделсона на Брамса је мање очевидан, мада се повремено може наћи у његовим радовима оно што се чини алузијом на једног од њих (на пример, Брамсов Скерцо, Оп. 4, алудира на Шопенов Скерцо у бе-молу; скерцо став у Брамсовој Клавирској сонати у еф-молу, Оп. 5, алудира на финале Менделсоновог Клавирског трија у це-молу).
Брамс је разматрао одустајање од композиције када је изгледало да ће иновације других композитора у продуженом тоналитету довести до потпуног слома правила тоналитета. Мада је Вагнер постао жесток критичар Брамса са порастом Брамсове популарности, он је ентузијастично прихватао ране Варијације и фуге на Хендлове теме; сам Брамс се према многим изворима, дубоко се дивио Вагнеровој музици, ограничавајући своју амбивалентност само на драматуршке принципе Вагнерове теорије.
Брамс је написао поставке за клавир и глас 144 немачке народне пјесме, а многе његове песме одражавају фолклорне теме или приказују сцене руралног живота.

## Брамсово стваралаштво
- 1. Концерт за клавир и оркестар, опус 15
- 2. Концерт за клавир и оркестар, опус 83
- Виолински концерт, опус 77
- Концерт за виолину, виолончело и оркестар, опус 102
- Њемачки реквијем, опус 45
- Рапсодија за алт, опус 53
- Мађарске игре
- Соната за клавир и виолончело у е-молу, опус 38

## Брамсове симфоније
Симфонијско стваралаштво Јоханеса Брамса настаје у вријеме када су Берлиоз, Брукнер и Вагнер, већ веома проширили симфонијски оркестар. Али, Брамс као досљедни настављач старе музичке традиције, ослоњене на барокне мајсторе и Бетовена, није користио оркестарски апарат већи од оног који је Бетовен користио у својој Деветој симфонији (са максимумом пет хорни). Због тога Брамсова симфонијска палета, када се упореди са набујалом звучном раскоши симфонијских оркестара наведених композитора његовог доба, бројчано врло надмоћних, дјелује поприлично сиво и скромно. Али, инвентивност Брамсових музичких идеја које ипак прате музичка кретања његовог доба, на завидној је висини, а сам Брамс их вјешто комбинује са традиционалним облицима наслијеђеним од великих претходника (Баха и Бетовена на пример). Често ни скерцо трећи став, код Брамса нема прави облик тродијелног комада, већ је често слободно разрађен, попут неке кратке фантазије. Једино у Четвртој симфонији, јавља се прави скерцо.
Брамс је компоновао сљедеће четири симфоније:
- Симфонија бр. 1, опус 68 (1854—1876)
- Симфонија бр. 2, опус 73 (1878)
- Симфонија бр. 3, опус 90 (1883)
- Симфонија бр. 4, опус 98 (1885)